# Bestial Devastation
Bestial Devastation è il primo EP del gruppo musicale brasiliano Sepultura, pubblicato nel 1985 dalla Cogumelo Records.
Nell'intro The Curse è presente una parte vocale "gutturale" recitata da un amico della band la quale, contrariamente a quanto si pensa, non è stata modificata in studio.
Venne ristampato dalla Roadrunner Records insieme al primo album del gruppo Morbid Visions.

## Tracce
Testi e musiche di Max Cavalera e Sepultura.
1. The Curse – 0:39
2. Bestial Devastation – 3:08
3. Antichrist – 3:47
4. Necromancer – 3:53
5. Warriors of Death – 4:10

## Formazione
- Paulo Jr. - basso
- Igor Cavalera - batteria
- Max Cavalera - voce/chitarra
- Jairo Guedz - chitarra